# اسکار مورگنشترن
اسکار مورگنشترن (آلمانی: Oskar Morgenstern؛ زاده ۲۴ ژانویهٔ ۱۹۰۲ درگذشته ۲۶ ژوئیهٔ ۱۹۷۷) یک اقتصاددان متولد آلمان و ساکن ایالات متحده آمریکا بود. همکاری او و جان فون نویمان منجر به شکل گیری شاخهٔ نظریه بازی و کاربردهای آن در اقتصاد شد.

## زندگی‌نامه
مورگنشترن در گرلیتز، امپراتوری آلمان متولد شد. مشهور است که مادرش دختر نامشروع فردریش سوم، امپراتور آلمان بود. او در وین رشد کرد،
مدرک دکترای خود در رشته علوم سیاسی را در سال ۱۹۲۸ از دانشگاه وین دریافت کرد. سه سال بعد و پس از گذراندن یک دورهٔ فلوشیپ، کرسی استادی اقتصاد را در همین دانشگاه به دست آورد. در سال ۱۹۳۸، به منظور دیدار از دانشگاه پرینستون به ایالات متحده رفت. اقامت مورگنشترن در پرینستون همزمان با اشغال وین توسط ارتش هیتلر در جنگ جهانی دوم شد. در نتیجه، او تصمیم گرفت در ایالات متحده بماند. در آنجا ابتدا به عضویت هیئت علمی دانشگاه پرینستون در آمد ولی سپس جذب مؤسسه مطالعات پیشرفته شد. در این مؤسسه، ریاضیدان مجارستانی، فون نویمان را ملاقات کرد. همکاری این دو منجر به چاپ کتاب نظریه بازی‌ها و رفتار اقتصادی در سال ۱۹۴۴ شد. این کتاب را نقطهٔ آغازین نظریه بازی می‌دانند. نظریه بازی در واقع چارچوبی ریاضی برای مطالعهٔ ساختارهای استراتژیکی است که شامل تصمیم گیری در موقعیت‌های خاص اقتصادی، سیاسی و نظامی می‌شود.
همکاری میان مورگنشترن اقتصاددان و جان فون نویمان ریاضیدان منجر به ابداع شاخه‌های کاملاً نوینی چه در اقتصاد و چه در ریاضیات شد. شاخه‌هایی که از زمان پیدایش، از هر دو جنبهٔ تحقیقات و کاربرد، بسیار مورد توجه قرار گرفته‌اند. در سال ۱۹۴۴ مورگنشترن شهروند ایالات متحده شد و چهار سال بعد با دوروتی یانگ ازدواج کرد. او تا سال ۱۹۷۰، که بازنشسته شد، به عنوان استاد اقتصاد در دانشگاه پرینستون به کار خود ادامه داد و در این سال به دانشگاه نیویورک پیوست.
مورگنشترن در سال ۱۹۷۷ در پرینستون درگذشت. آرشیو کاملی از کارهای منتشر شده و همچنین منتشر نشدهٔ او در دانشگاه دوک نگهداری می‌شود.